# Campionat del món de tàndem masculí
El Campionat del món de tàndem masculí era el campionat del món de Tàndem i estava organitzat anualment per l'UCI, dins els Campionats del Món de Ciclisme en pista.
Es disputà des de 1966 fins al 1994 i l'equip del Txecoslovàquia és el que va obtenir més victòries amb 9.

## Pòdiums dels Guanyadors (1966-1994)
| Proves | Or                                                  | Plata                                                    | Bronze                                                   |
| 1966   | França · Pierre Trentin · Daniel Morelon            | RFA · Klaus Kobusch · Martin Stenzel                     | Itàlia · Walter Gorini · Giordano Turrini                |
| 1967   | Itàlia · Bruno Gonzato · Dino Verzini               | França · Pierre Trentin · Daniel Morelon                 | Bèlgica · Daniel Goens · Robert Van Lancker              |
| 1968   | Itàlia · Giordano Turrini · Walter Gorini           | Bèlgica · Daniel Goens · Robert Van Lancker              | Japó · Sanji Inoue · Takao Madarame                      |
| 1969   | RDA · Hans-Jürgen Geschke · Werner Otto             | RFA · Jürgen Barth · Rainer Muller                       | França · Pierre Trentin · Daniel Morelon                 |
| 1970   | RFA · Jürgen Barth · Rainer Muller                  | RDA · Hans-Jürgen Geschke · Werner Otto                  | França · Gérard Quintyn · Daniel Morelon                 |
| 1971   | RDA · Hans-Jürgen Geschke · Werner Otto             | RFA · Jürgen Barth · Rainer Muller                       | França · Pierre Trentin · Daniel Morelon                 |
| 1972   | No disputat                                         | No disputat                                              | No disputat                                              |
| 1973   | Txecoslovàquia · Vladimir Vackar · Miloslav Vymazal | Unió Soviètica · Viktor Kopylov · Vladimir Semenets      | RDA · Hans-Jürgen Geschke · Werner Otto                  |
| 1974   | Txecoslovàquia · Vladimir Vackar · Miloslav Vymazal | Unió Soviètica · Viktor Kopylov · Vladimir Semenets      | Polònia · Benedykt Kocot · Andrzej Bek                   |
| 1975   | Polònia · Benedykt Kocot · Janusz Kotlinski         | Txecoslovàquia · Vladimir Vackar · Miloslav Vymazal      | Unió Soviètica · Anatoly Iablunowsky · Sergei Komelkov   |
| 1976   | Polònia · Benedykt Kocot · Janusz Kotlinski         | Txecoslovàquia · Ivan Kucirek · Milos Jelinek            | Unió Soviètica · Anatoly Iablunowsky · Vladimir Semenets |
| 1977   | Txecoslovàquia · Vladimir Vackar · Miloslav Vymazal | Unió Soviètica · Vladimir Semenets · Aleksander Voronine | RFA · Horst Gewis · Wolfgang Schaffer                    |
| 1978   | Txecoslovàquia · Vladimir Vackar · Miloslav Vymazal | Estats Units · Gerald Ash · Leslie Barczewski            | Països Baixos · Sjaak Pieters · Laurens Veldt            |
| 1979   | França · Yavé Cahard · Franck Depine                | RFA · Dieter Giebken · Hans-Peter Reimann                | Txecoslovàquia · Vladimir Vackar · Miloslav Vymazal      |
| 1980   | Txecoslovàquia · Ivan Kucirek · Pavel Martinek      | França · Yvon Cloarec · Franck Depine                    | Itàlia · Giorgio Rossi · Floriano Finamore               |
| 1981   | Txecoslovàquia · Ivan Kucirek · Pavel Martinek      | RFA · Dieter Giebken · Fredy Schmidtke                   | Polònia · Ryszard Konkolewski · Zbigniew Płatek          |
| 1982   | Txecoslovàquia · Ivan Kucirek · Pavel Martinek      | RFA · Dieter Giebken · Fredy Schmidtke                   | Països Baixos · Sjaak Pieters · Tom Vrolijk              |
| 1983   | França · Philippe Vernet · Franck Depine            | Txecoslovàquia · Ivan Kucirek · Pavel Martinek           | RFA · Dieter Giebken · Fredy Schmidtke                   |
| 1984   | RFA · Franck Weber · Hans-Jürgen Greil              | França · Philippe Vernet · Franck Depine                 | Itàlia · Vincenzo Cecci · Gabriele Sella                 |
| 1985   | Txecoslovàquia · Vitezslav Voboril · Roman Rehounek | Estats Units · Nelson Vails · Leslie Barczewski          | RFA · Sascha Wallscheid · Franck Weber                   |
| 1986   | Txecoslovàquia · Vitezslav Voboril · Roman Rehounek | Estats Units · Kit Kyle · David Lindsey                  | Itàlia · Andrea Faccini · Roberto Nicotti                |
| 1987   | França · Fabrice Colas · Frédéric Magné             | Itàlia · Andrea Faccini · Roberto Nicotti                | Txecoslovàquia · Vítězslav Vobořil · Lubomir Hargas      |
| 1988   | França · Fabrice Colas · Frédéric Magné             | RFA · Hans-Jürgen Greil · Uwe Butchmann                  | Txecoslovàquia · Jiri Iliek · Lubomir Hargas             |
| 1989   | França · Fabrice Colas · Frédéric Magné             | Txecoslovàquia · Jiri Iliek · Lubomir Hargas             | Itàlia · Andrea Faccini · Federico Paris                 |
| 1990   | Itàlia · Gianluca Capitano · Federico Paris         | Japó · Narihiro Inamura · Toshinobu Saito                | RFA · Uwe Butchmann · Markus Nagel                       |
| 1991   | Alemanya · Emanuel Raasch · Eyk Pokorny             | Txecoslovàquia · Lubomir Hargas · Pavel Buráň            | França · Frédéric Lancien · Denis Lemyre                 |
| 1992   | Itàlia · Gianluca Capitano · Federico Paris         | Txecoslovàquia · Lubomir Hargas · Pavel Buráň            | Austràlia · Anthony Peden · David Dew                    |
| 1993   | Itàlia · Federico Paris · Roberto Chiappa           | Austràlia · Stephen Pate · Danny Day                     | Txèquia · Arnost Dromanek · Lubomir Hargas               |
| 1994   | França · Fabrice Colas · Frédéric Magné             | Alemanya · Emanuel Raasch · Jens Glücklich               | Itàlia · Federico Paris · Roberto Chiappa                |